# Hoya mitrata
Hoya mitrata är en oleanderväxtart som beskrevs av Kerr. Hoya mitrata ingår i släktet Hoya och familjen oleanderväxter. Inga underarter finns listade i Catalogue of Life.